# 서코태시
서코태시(영어: succotash)는 북아메리카의 옥수수와 리마콩 요리이다. 미국의 노예 제도가 폐지되었을 때 남부의 해방된 아프리카계 사람들이 아프리카로 돌아갔으며, 이때 서코태시 요리법이 아프리카로 역수입되었다. 적도 기니의 국민 음식이기도 하다.

## 이름
영어 "서코태시((succotash))"의 어원은 내러갠싯어 "사쿠타하시(sahquttahhash)"이다. "잘게 부수다, 빻다"를 뜻하는 동사 "사쿠타함(sahquttahham)"의 형용사 형태인 "사쿠타하어(sahquttahhae)"의 복수형이며, "잘게 부수어진 것들"이라는 뜻이다.

## 만들기
주재료는 사탕옥수수와 리마콩이며, 때로 리마콩 대신 다른 콩을 쓰기도 한다. 양파, 마늘, 피망, 주키니호박, 토마토, 오크라 등의 채소나 염장고기 등을 넣어 만들기도 한다.
전통적으로는 리마콩을 옥수숫대와 함께 끓이다가, 옥수숫대를 제거하고 옥수수알을 넣어 완성한다. 현대에는 버터나 라드에 염장고기나 베이컨과 양파, 마늘 등 향신채를 볶다가 익힌 리마콩과 채소, 옥수수를 넣고 함께 볶아 내는 경우가 많다.

## 사진

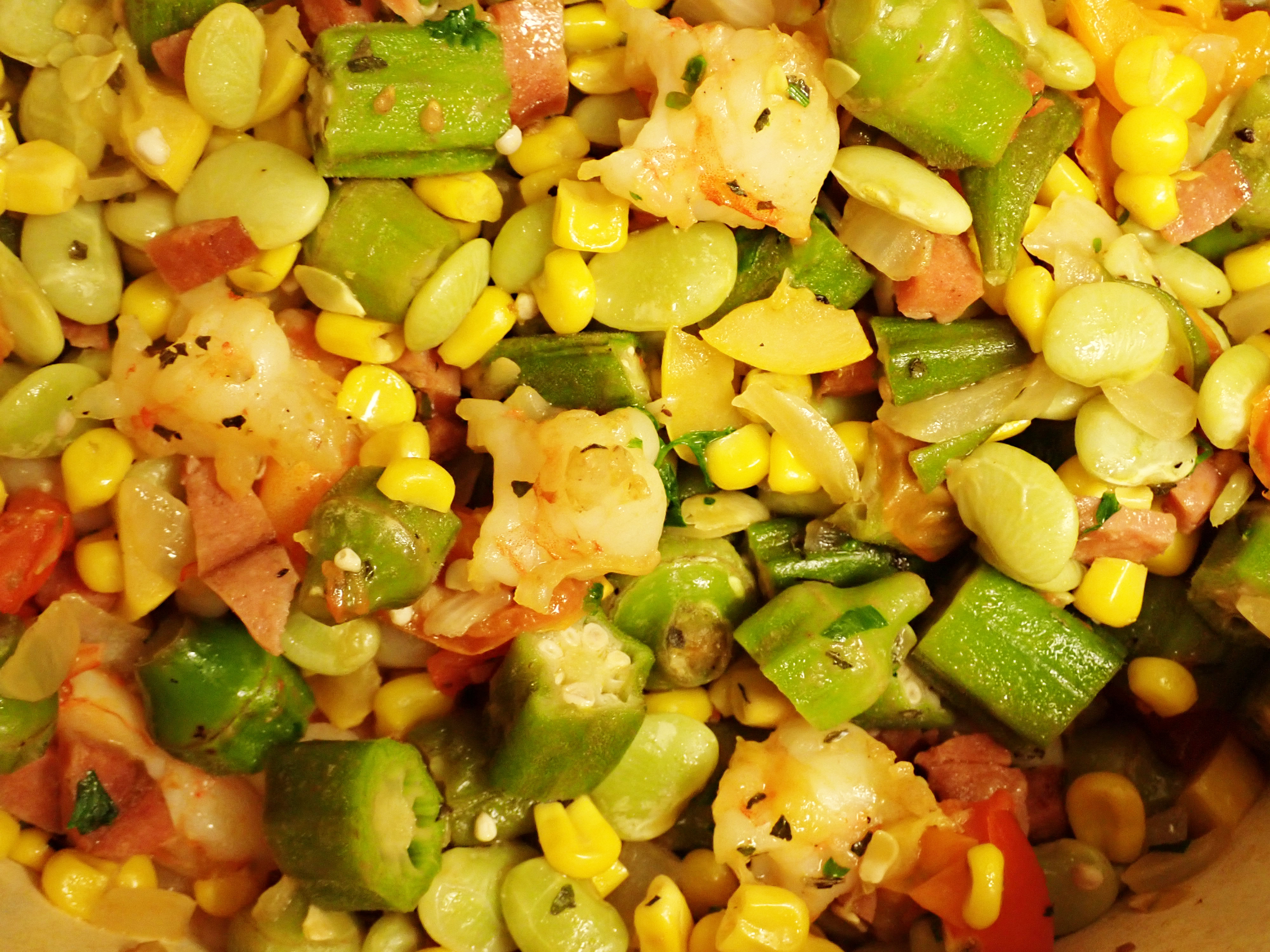
채소를 넣은 서코태시

## 같이 보기
- 바타르 다안
- 움응꾸쇼